# Collonge-Bellerive
Pour les articles homonymes, voir Collonge et Bellerive.
Collonge-Bellerive est une commune suisse du canton de Genève, située au bord du Léman.

## Géographie

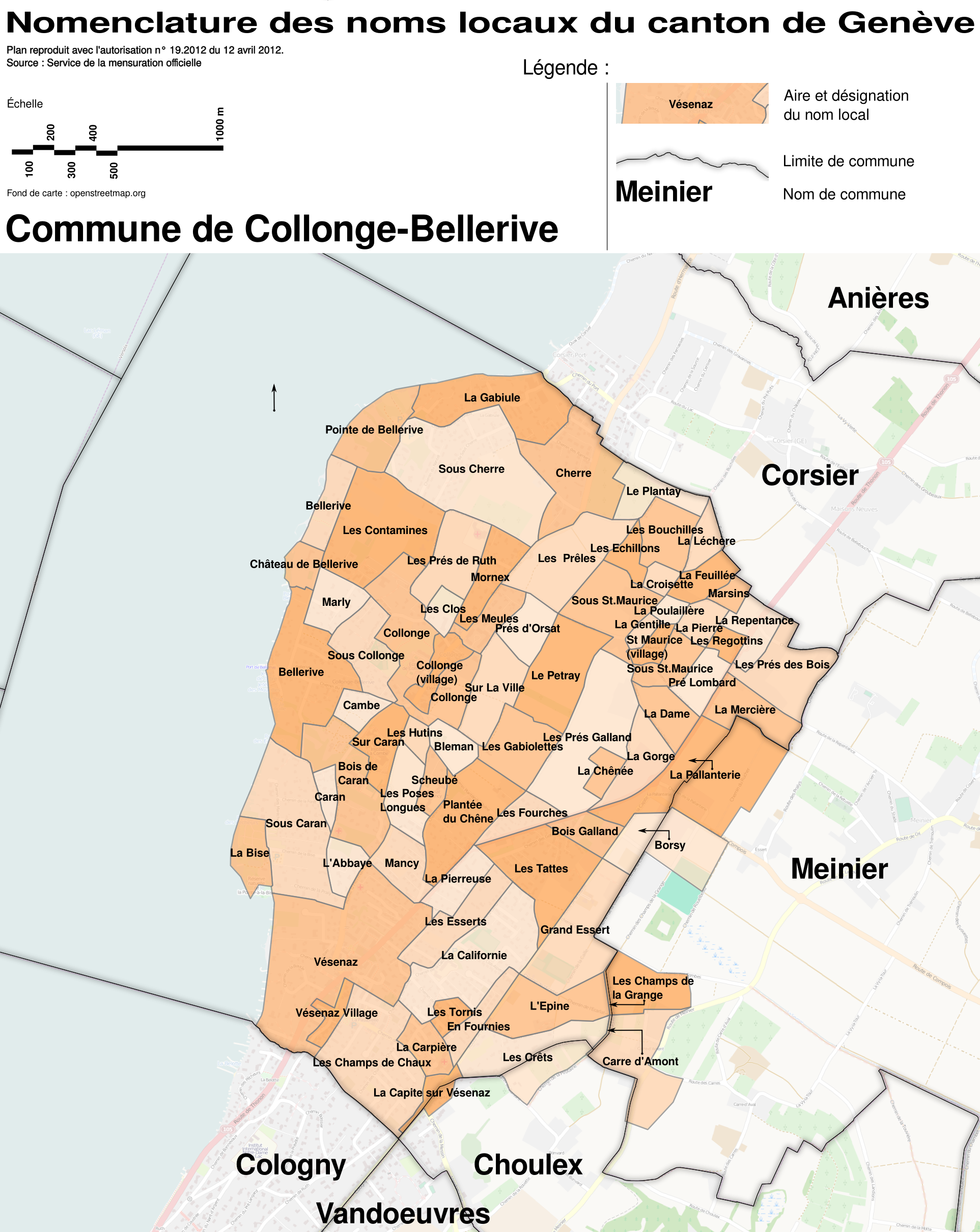
Lieux-dits de la commune de Collonge-Bellerive.

La Belotte et Vésenaz : photo aérienne prise à 100 m par Walter Mittelholzer (1934).

La commune de Collonge-Bellerive s'étend sur 6,12 km2. 58,4 % de cette superficie correspond à des surfaces d'habitat ou d'infrastructure, 37,0 % à des surfaces agricoles, 4,1 % à des surfaces boisées et 0,5 % à des surfaces improductives.
Sur la superficie totale, les surfaces d'infrastructures comportent 1,3 % de bâtiments industriels, 45,9 % de logements et 2,8 % de parcs ou terrains de sports alors que les surfaces agricoles contiennent 21,4 % de cultures, 13,7 % de vignes et 2,0 % de pâturages. Les surfaces boisées sont composées de 2,5 % de forêts denses et de 1,6 % de vergers. Les lacs contiennent toute l'eau de la municipalité.
La commune se trouve sur la rive gauche du Léman et comprend les localités ou sous-sections de Collonge, Bellerive, Vésenaz, La Capite, La Pallanterie, La Gabiule, La Californie, La Combe et Saint-Maurice. Elle est limitrophe de Corsier, Meinier, Choulex, Vandœuvres et Cologny.

## Histoire
Enserrée entre le Chablais et les possessions territoriales de la République de Genève, cette région limitrophe du Faucigny causa bien du tourment[Lequel ?] aux autorités genevoises, tout au long de son histoire[réf. nécessaire].
Si l'on peut affirmer que l'église de Collonge existe au moins depuis 1153, la paroisse, quant à elle, est certainement plus ancienne. Jusqu'à la Réforme protestante, elle dépendait du prieuré de Saint-Jean-hors-les-murs.
Le fief de Bellerive a brièvement appartenu à la famille de Reynold, famille de Gardes suisses.
Vers la fin de la guerre d'indépendance de Genève, le territoire de Collonge-Bellerive posa de nouveaux problèmes politiques à sa voisine, dus à la présence des Bernois qui entendaient y maintenir leur souveraineté. Collonge-Bellerive revint à la Savoie pour finalement être cédée à Genève par le traité de Turin du 16 mars 1816.

## Politique
La commune est dirigée par un Conseil administratif (exécutif) et un Conseil municipal (législatif).

### Conseil administratif
Le Conseil administratif compte trois membres.
Il est composé de deux représentants du Parti libéral-radical (un radical et un libéral avant la fusion des deux partis) et d'un représentant du Parti démocrate-chrétien (devenu Le Centre) depuis le début du siècle[à vérifier],,,,,.

Une règle tacite limite les mandats à trois législatures.
Le conseil administratif se répartit lui-même les dicastères. Il nomme chaque année son président, qui porte le titre de maire, et son vice-président, leur entrée en fonction étant fixée au 1er juin.
| Identité          | Étiquette | Étiquette | Fonction (période 2024-2025) | Dicastères |
| ----------------- | --------- | --------- | ---------------------------- | --- |
| Alexandra Rys     |           | Le Centre | Conseillère administratif    | Personnel et informatique Bâtiments et logement Social Relation avec les entreprises Culture                   |
| Carole Lapaire    |           | PLR       | Maire                        | Aménagement Environnement et développement durable Juridique et naturalisations État civil Finance et économie |
| Norberto Birchler |           | PLR       | Conseillé administratif      | Sécurité Routes et infrastructures Sports Scolaire, parascolaire restaurants scolaires                         |

### Conseil municipal
Le Conseil municipal compte 23 membres depuis 2020.
Le nombre de conseillers municipaux est défini par le droit cantonal en fonction du nombre d'habitants de la commune et arrêté par le Conseil d'État.
Le bureau est composé d'au moins trois membres (président, vice-président et secrétaire), dont au moins un membre de chaque groupe représenté au Conseil municipal.
Lors des élections municipales du 23 mars 2025, le Conseil municipal, composé de 23 membres, est renouvelé et représenté de la façon suivante :
| Parti                             | Voix  | Suffrages en % | +/-   | Sièges  | +/- |
| --------------------------------- | ----- | -------------- | ----- | ------- | --- |
| Parti libéral-radical (PLR)       | 1’148 | 47,48 %        | 3,73  | 12 / 23 | 1   |
| Le Centre (LC)                    | 453   | 18,70 %        | 8,62  | 4 / 23  | 2   |
| Libertés et Justice sociale (LJS) | 286   | 11,89 %        | 11,89 | 3 / 23  | 3   |
| Alternative                       | 276   | 11,41 %        | 1,20  | 2 / 23  | 0   |
| Vert'libéraux (PVL)               | 254   | 10,52 %        | 0,74  | 2 / 23  | 0   |

## Population et société

### Gentilés et surnoms
Les habitants de la localité de Collonge se nomment les Collongeois ou les Collongeais.
Les habitants de la localité de Bellerive se nomment les Belleriviens, ceux de La Capite sont surnommés les Citoyens (déformation de mitoyens, La Capite se situant à la limite de deux communes) et les Fumeurs de Pipe.

### Démographie
La commune compte 8 630 habitants au 31 décembre 2023 pour une densité de population de 1 410 hab/km2. Sur la période 2010-2023, sa population a augmenté de 13,2 % (canton : 14,6 % ; Suisse : 9,4 %).  

### Sports et associations
- FC Saint-Paul, football
- Tennis Club de Collonge-Bellerive (TCCB)
- Karaté Club de Collonge-Bellerive (KCCB)
- Club d'Aviron Vésenaz (CAV)
- Judo Club de Collonge-Bellerive (JCCB)
- Collonge-Bellerive Wake Sport Center
- La Californienne, club de pétanque
- Collonge Basket Club
- Club de l'Etrier
- Club Nautique de la Baie de Corsier
- Gymnastique GSF
- Gymnastique des Aînés
- Cerfs-Volistes (ACK Kinkikite)
- Manège de La Pallanterie
- Yacht Club de Corsier-Port
- Sapeurs Pompiers de Collonge-Bellerive

## Économie
La commune, après un passé voué à l'agriculture, a aujourd'hui une vocation essentiellement résidentielle. On y compte toutefois de nombreuses entreprises artisanales, des commerces et des professions libérales.

## Culture et patrimoine

### Curiosités
La réserve naturelle de la Pointe à la Bise est l'une des plus anciennes réserves naturelles du canton[réf. nécessaire], elle fut classée par le Conseil d'État en 1933. Depuis les temps les plus anciens, les habitants de Collonge et de Vésenaz y avaient leurs pâturages communs, et c'est sous la dénomination de « communaux » que la Bise apparaît dans les premiers documents qui nous sont parvenus : des reconnaissances féodales passées en 1432 en faveur de l'abbaye de Bellerive qui possédait des terres environnantes.

### Monuments
Le site palafittique Bellerive I est compris dans l'ensemble des 111 sites palafittiques préhistoriques autour des Alpes classés au patrimoine mondial de l'UNESCO en 2011. Il est également inscrit dans la liste des biens culturels d'importance nationale, tout comme le château de Bellerive et la villa-chalet du prince Essling. Enfin, la ferme Rivollet (qui accueille actuellement la mairie) et la maison forte de Vésenaz sont inscrits comme biens culturels d'importance régionale.

### Héraldique
| Blason | Blasonnement : De gueules à la bande d'or chargée de trois trèfles de sinople. Commentaires : Ces armes sont celles de la famille de Plonjon, devenus seigneurs de Bellerive en 1565 en obtenant les biens confisqués aux cisterciennes de Bellerive par la Réforme et l'occupation bernoise ; criblés de dettes, les Plonjon s'en débarrassèrent en 1666. Cette famille donna par ailleurs plusieurs magistrats à la république de Genève. Le syndic Louis Plonjon fut un des membres du parti des Eidguenots du temps de Berthelier. |

### Ports
- Port de Bellerive
- Port de la Gouille
- Port de la Savonnière

### Personnalités

#### À Vésenaz et La Pointe à la Bise
- François Favre (~1483-1551), drapier et homme politique genevois[23], un des propriétaires successifs du château de Vésenaz.
- Pietro Giannone (1676-1748), historien et jurisconsulte italien, a été arrêté au château de Vésenaz, le 24 mars 1736[24].
- Albert Wessel (1829-1885), notaire et homme politique suisse[25], a habité au 41 route de Thonon.
- Jules-Théodore Boutier de Catus (1838-1910), ingénieur belge, a habité au 21 chemin des Rayes[26].
- Jacques-Elysée Goss (de) (1839-1921), architecte suisse, a terminé sa vie à Vésenaz.
- Victor-Auguste Godinet (1853-1936), industriel français, a eu pour résidence secondaire la villa "Les Hirondelles", alors 18 chemin de Botterel.
- Émile Schaer (1862-1931), astronome suisse, a terminé sa vie à Vésenaz.
- Alexandre Scriabine (1871-1915), pianiste et compositeur russe, a habité la villa "Les Lilas", 1bis chemin du Vieux-Vésenaz, où il a composé son Poème de l'extase.
- Édouard Folliet (1881-1972), professeur de technique commerciale à la Faculté des sciences économiques et sociales de Genève[27], a habité au 31 route de Thonon.
- Marc-Joseph Saugey (1908-1971), architecte suisse, est né au 88 route de Thonon.
- Ferdinand Denzler (en) (1909-1991), sculpteur suisse, a habité et eu son atelier dans la propriété "La Solitude", alors 23 route d'Hermance.
- Khaled ben Abdelaziz Al Saoud (1913-1982), roi d'Arabie saoudite, a eu une résidence au chemin de Botterel.
- Victor-Emmanuel de Savoie (1937-2024), prétendant au trône d'Italie, a fait construire et habité le 23 route d'Hermance.

#### À Bellerive
- Uwe Jens Lornsen (de) (1793-1838), juriste et homme politique allemand, s'est donné la mort sur la grève du lac, vraisemblablement vers l'actuel 39 chemin du Milieu[28].
- André Massena (1829-1898), 4e prince d'Essling, a fait construire le Chalet des Roses, 27 chemin du Milieu.
- Louis Eugène Dupont (1839-1901), ingénieur et consul suisse[29], a eu une résidence secondaire au 29 chemin du Milieu.
- Charles Hanford Henderson (en) (1861-1941), écrivain américain, a séjourné au château de Bellerive qu'il évoque dans John Percyfield : the anatomy of cheerfulness.
- Emmerich von Pflügl (1873-1956), diplomate autrichien, un des propriétaires successifs du château de Bellerive.
- Jacques Chenevière (1886-1976), homme de lettres[30], a eu une résidence secondaire au Port-Bleu, 17 chemin du Milieu.
- Francis Gallay (1888-1970), industriel suisse[31], a fait construire et habité la villa "Les Saules", 41 chemin du Port.
- Somerville Pinkney Tuck (1891-1967), diplomate américain, un des propriétaires successifs du château de Bellerive.
- Georges-Henri Martin (1916-1992), homme de presse suisse[32], a habité au 16 chemin du Milieu.
- Fahd ben Abdelaziz Al Saoud (~1920-2005), roi d'Arabie saoudite, a fait construire un palais au 17 chemin des Contamines.
- Natacha de Senger (1925-2012), sculptrice suédoise, a habité dans le Chalet des Roses au chemin du Milieu avec François-Louis de Senger, editeur et homme de publicité suisse.
- Sadruddin Aga Khan (1933-2003), Haut Commissaire des Nations unies pour les Réfugiés, un des propriétaires successifs du château de Bellerive.
- Keith Richards (1943), guitariste britannique, a séjourné au château de Bellerive.
- Dinara Kulibayeva Nazarbaïeva (1967), femme d'affaires kazakhe, propriétaire actuelle du château de Bellerive et du Chalet des Roses.

#### À Saint-Maurice et La Pallanterie
- Hugues Bolard (cit. 1469-av. 1524), peintre genevois[33], a eu une propriété sous Saint-Maurice, vers l'actuel 7 du chemin de la Gentille.
- Jean Contoz (av. 1515-ap. 1527), architecte savoyard[34], a vécu à l'actuel 23 chemin Prudent-Balland ou à son emplacement.
- Jacques Jacobi (1877-1957), peintre suisse, a habité la propriété "La Sauvigne", 9 chemin Prudent-Balland.
- Cecil von Renthe-Fink (1885-1964), diplomate allemand, a habité la maison de maître alors au 102 chemin de la Dame.
- Maurice Barraud (1889-1954), peintre suisse, a habité au 22 chemin Prudent-Balland.
- Noémi Raymond (1889-1980), artiste et designer américano-française, a habité Saint-Maurice.
- Pierre Cailler (1901-1971), éditeur suisse[35], a habité au 229 route de La Capite. Ses éditions portent toutefois l’adresse « À Vésenaz ».
- Henri Verneuil (1920-2002), cinéaste français, a habité au 41 chemin des Prés-Galland.
- Tom Tscherning (sv) (1930-2017), diplomate suédois, a habité la propriété « La Sauvigne », 9 chemin Prudent-Balland.

#### À Caran
- Sophie de Niederhausern (1856-1926), peintre suisse, a habité une villa alors au 8 chemin Sous-Caran.
- Louis Guéry (1871-1904), écrivain suisse, a vécu au 37 chemin Sous-Caran, siège actuel du foyer « Les Écureuils Guéry ».
- Edgar Brandt (1880-1960), industriel français, a été un des propriétaires successifs de la villa Chenevière, 15 chemin de Bois-Caran.
- Bernard Sabrier (1953), homme d'affaires suisse, a été un des propriétaires successifs de la villa Chenevière.

#### À La Capite
- Émile Cambessedès (de) (1826-1891), enseignant et homme politique suisse[36], a habité au 202 route de La Capite.
- Jean Brocher (1899-1979), cinéaste suisse[37], a habité au 14d chemin des Champs de Chaux.
- Georges Amoudruz (1900-1975), spéléologue et ethnologue suisse, a habité au 202 route de La Capite.
- Bob Azzam (1925-2004), chanteur égyptien, a habité une villa alors au 7a chemin des Crêts.

#### À Cherre et La Gabiule
- Armand Dufaux (1883-1941), aviateur suisse, a atterri vers l'actuel 55 chemin Armand-Dufaux, le 28 août 1910, après un vol record de 80 km sur l'eau.
- Albert Tévoédjrè (1929-2019), premier Médiateur de la République du Bénin, a habité au 17 chemin des Ramiers.
- Jean-Philippe Maitre (1949-2006), homme politique suisse, a habité au chemin du Nantet.

#### À Collonge
- Antoine Froment (1509-1581), pasteur dauphinois, a brièvement desservi la paroisse protestante de Collonge vers 1537.
- François de Reynold (1642-1722), Lieutenant général des armées du roi de France, membre du Conseil de la Guerre, Colonel général des Suisses et des Grisons, dont la famille a brièvement possédé le fief de Bellerive[3].
- Jean-Baptiste Tessières de Boisbertrand  (1809-1876), fondateur de Cayastá (es) en Argentine, a résidé à Collonge[38].
- Joseph Déruaz (1826-1911), évêque de Lausanne et Genève, a passé son enfance à Collonge, paroisse de ses grands-parents maternels[39].
- Willy Vuilleumier (1898-1983), sculpteur suisse, a eu son atelier à l'emplacement du 172 de la route d'Hermance.